# Laura Itzel Castillo
Laura Itzel Castillo Juárez (Ciudad de México, 16 de noviembre de 1957) es un arquitecta y política mexicana, miembro del partido Morena. Fue representante a la Asamblea de representantes del Distrito Federal de 1991 a 1994. Delegada de Coyoacán de 1999 a 2000, Secretaria de Desarrollo Urbano y Vivienda del Distrito Federal, en el gobierno de Andrés Manuel López Obrador. En dos ocasiones diputada federal plurinominal al Congreso de la Unión de 1997 a 1999 y de 2009 a 2012. Se desempeñó como Directora de la Red de Transporte de Pasajeros de la Ciudad de México en el gobierno de Miguel Ángel Mancera de 2015 a 2018. Desde el 1 de septiembre de 2024 es senadora de la república al Congreso de la Unión por Lista Nacional. 

## Biografía
Laura Itzel Castillo es hija del reconocido líder de la izquierda e ingeniero mexicano Heberto Castillo; su hermano, Heberto Castillo Juárez, fue jefe delegacional de Coyoacán de 2006 a 2009.

## Trayectoria académica
Laura Itzel Castillo es arquitecta egresada de la Facultad de Arquitectura de la Universidad Nacional Autónoma de México, participó en la construcción del Centro Médico Nacional Siglo XXI y fue Subdirectora del Instituto de Investigaciones en Ingeniería y Arquitectura, A.C. 

## Trayectoria política
Miembro fundador del Partido Mexicano de los Trabajadores, Partido Mexicano Socialista y del Partido de la Revolución Democrática, ha sido representante a la II Asamblea de Representantes del Distrito Federal de 1991 a 1994; diputada federal plurinominal a la LVII Legislatura de 1997 a 1999 cuando dejó el cargo al ser nombrada delegada en Coyoacán por el jefe de Gobierno del Distrito Federal, Cuauhtémoc Cárdenas.
En 2000 fue nombrada Secretaria de Desarrollo Urbano y Vivienda del Distrito Federal por el jefe de gobierno, Andrés Manuel López Obrador, permaneciendo en el cargo hasta 2005 en que renunció para incorporarse a la campaña del mismo López Obrador a la presidencia. Al conformar López Obrador el denominado gobierno legítimo, la nombró para el cargo de Secretaria de Asentamientos Humanos y Vivienda a partir de 2006, en 2009 dejó ese cargo al ser electa nuevamente diputada federal a la LXI Legislatura por representación proporcional, postulada por el Partido del Trabajo.
Fue designada en 2015 Directora de la Red de Transporte de Pasajeros de la Ciudad de México en el gobierno de Miguel Ángel Mancera y José Ramón Amieva, cargo que desempeñó hasta 2018

En diciembre de 2020, a propuesta del presidente López Obrador el pleno del Senado aprobó la designación de Castillo Juárez como consejera independiente de Petróleos Mexicanos por un período de cinco años. Pese a las críticas de la oposición que señalaban los requisitos establecidos por la Ley de Pemex, especialmente en lo que respecta a los 10 años de experiencia en el sector energético, y que no se cumplen en la trayectoria política de la arquitecta; no obstante, con 69 votos a favor y 25 en contra, legisladores decidieron que ella cubriera la vacante dejada por Francisco José Garaicochea y Petrirena.

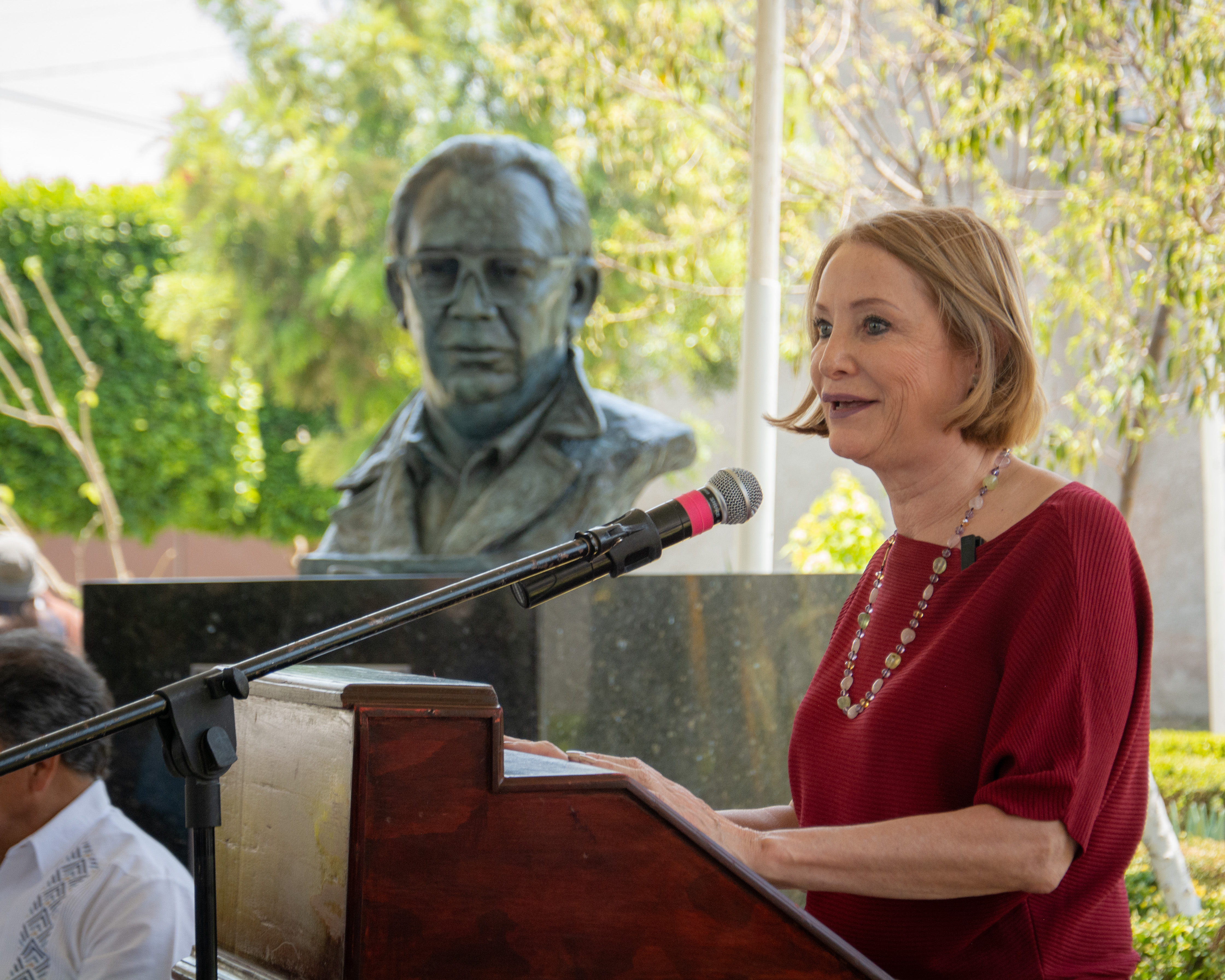
Laura Itzel Castillo en el 27 Aniversario Luctuoso del Ing. Heberto Castillo. (Texcoco, Edo. Mex.)

Su cargo permanece vigente hasta 2025.
En 2024, al formar parte de la lista de senadores plurinominales de Morena en la sexta posición, Castillo Juárez asumió el cargo de senadora de la república el 1 de septiembre de 2024.